# Збірна Південного Судану з баскетболу
Збі́рна Півде́нного Суда́ну з баскетбо́лу — національна баскетбольна команда Південного Судану. Була створена у травні 2011 року. Поки що команда не отримала членство в ФІБА.

## Ігри
10 липня 2011 року команда у Джубі зіграла свій перший матч проти збірної Уганди.
Команда свого часу мала певні шанси на отримання право участі в олімпійських іграх у Лондоні 2012 року.

## Поточна команда
| Гравець       | Зріст  | Вік | Країна          | Команда                               |
| ------------- | ------ | --- | --------------- | ------------------------------------- |
| Агел Рінг     |        | 30  | Південний Судан |                                       |
| Кеч Нгоутс    |        | 23  | Південний Судан |                                       |
| Мангісту Денг | 201 см | 16  | Південний Судан | Мусехеат Скул                         |
| Макур Пуоу    | 203 см | 16  | Південний Судан | Мусехеат Скул                         |
| Накім Нянг    | 216 см | 15  | Південний Судан | Мусехеат Скул                         |
| Чієр Аджоу    | 216 см | 17  | Південний Судан | Військова академія «Калвер»           |
| Пітер Джуркін | 211 см | 17  | Південний Судан | Об'єднана віра Християнської академії |